# ヴェストーネ
ヴェストーネ（伊: Vestone）は、イタリア共和国ロンバルディア州ブレシア県にある、人口約4,200人の基礎自治体（コムーネ）。

## 地理

### 位置・広がり

#### 隣接コムーネ
隣接するコムーネは以下の通り。
- バルゲ
- ビオーネ
- カスト
- ラヴェノーネ
- ムーラ
- ペルティカ・アルタ
- ペルティカ・バッサ
- プレゼーリエ
- プロヴァーリオ・ヴァル・サッビア
- トレヴィーゾ・ブレシャーノ

### 気候分類・地震分類
気候分類では、zona E, 2664 GGに分類される。
また、イタリアの地震リスク階級 (it) では、zona 2 (sismicità media) に分類される
。

## 行政

### 分離集落
ヴェストーネには、以下の分離集落（フラツィオーネ）がある。
- Nozza, Promo, Mocenigo, Capparola

### 山岳部共同体
広域行政組織である山岳部共同体「ヴァッレ・サッビア山岳部共同体」 (it:Comunità montana della Valle Sabbia) の事務所所在地である。